# Parafia św. Maksymiliana Kolbego w Rytwianach
Parafia pw. Świętego Maksymiliana Kolbego w Rytwianach – parafia rzymskokatolicka znajdująca się w diecezji sandomierskiej w dekanacie Staszów. Erygowana w 1935. Mieści się przy ulicy Kościelnej.